# Operacja Harpoon
Operacja Harpoon – aliancka operacja wojskowa na Morzu Śródziemnym podczas II wojny światowej, mająca na celu dostarczenie konwoju z zaopatrzeniem na Maltę, z kierunku zachodniego – z Wielkiej Brytanii przez Gibraltar. Trwała między 11 a 18 czerwca 1942 roku, w tym główne walki lotniczo-morskie toczyły się w dniach 14 – 15 czerwca, a 15 czerwca miała miejsce morska bitwa pod Pantellerią. Konwój dotarł na Maltę z 15 na 16 czerwca z dużymi stratami większości statków i części okrętów eskorty. Operacja ta towarzyszyła operacji zaopatrzeniowej Vigorous, prowadzonej ze wschodu.

## Podłoże
Malta była najważniejszym alianckim punktem oporu na Morzu Śródziemnym w środkowym okresie II wojny światowej, stanowiąc wysuniętą bazę dla okrętów i lotnictwa zagrażających zaopatrywaniu przez państwa Osi wojsk w Afryce Północnej, które 26 maja 1942 roku rozpoczęły ofensywę w kierunku Tobruku. Była też bazą dla okrętów alianckich w drodze między Gibraltarem a portami egipskimi, aczkolwiek w 1942, wskutek ciągłych bombardowań, jej rola jako bazy floty zmalała. Zaopatrywanie Malty stanowiło duży problem dla aliantów, przede wszystkim wobec panowania lotnictwa niemieckiego i włoskiego nad centralnym i wschodnim Morzem Śródziemnym, operującego z licznych baz na okolicznych wyspach i w Afryce Północnej. Zagrożenie stwarzały też silne włoskie okręty nawodne oraz niemieckie i włoskie okręty podwodne. Dlatego też zaopatrywanie Malty odbywało się w drodze silnie bronionych konwojów organizowanych od wschodu z portów egipskich, a od zachodu poprzez Gibraltar, przybierających formę całych operacji z powodu angażowania znacznych sił alianckich . Ze strony Gibraltaru przeprowadzono w 1941 m.in. operacje Substance i Halberd .
W połowie 1942 sytuacja zaopatrzeniowa na Malcie stała się krytyczna, szczególnie dotyczyło to benzyny dla bazujących tam samolotów . Alianci zaplanowali wobec tego na czerwiec 1942 dużą operację zaopatrzeniową, składającą się z dwóch równoczesnych operacji konwojowych w celu rozproszenia sił Osi, nazwanych Harpoon – z Gibraltaru (konwój WS-19) i Vigorous – ze wschodu (konwój MW-11).

## Rozpoczęcie operacji
5 czerwca 1942 z Clyde w Wielkiej Brytanii wypłynęło pięć statków konwoju WS-19, przeznaczonych do operacji Harpoon, pod eskortą krążowników lekkich HMS „Liverpool” i „Kenya” i dziesięciu niszczycieli. 11 czerwca konwój wpłynął przez Cieśninę Gibraltarską na Morze Śródziemne, gdzie dołączył do niego z Gibraltaru szósty statek – brytyjski tankowiec „Kentucky” (zbudowany w USA). Z pozostałych statków, „Burdwan”, „Orari” i „Troilus” były brytyjskie, „Chant” amerykański i „Tanimbar” holenderski, a wszystkie wiozły ok. 43 tysięcy ton zaopatrzenia. Ponieważ okazało się, że nie wszystkie statki mogą utrzymać założoną prędkość 14 węzłów, dla oszczędności czasu nie zawijały one do Gibraltaru, gdzie jedynie uzupełniły paliwo okręty eskorty .

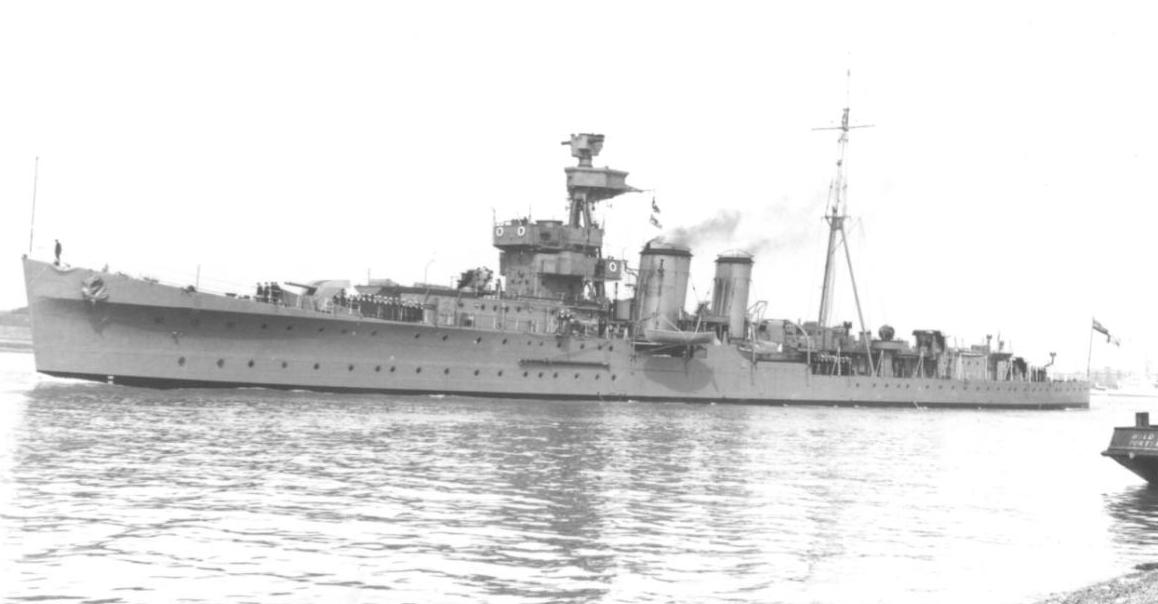
Krążownik przeciwlotniczy HMS Cairo

Z Gibraltaru dołączyły też dalsze okręty eskorty, którą przeformowano. Bezpośrednią eskortę konwoju stanowił Zespół X (Force X) w składzie krążownika przeciwlotniczego HMS „Cairo” (okręt flagowy komandora Cecila Hardy'ego), dziewięciu niszczycieli: HMS „Bedouin”,  „Ithuriel”, „Marne”, „Matchless”, „Partridge”, „Middleton”, „Blankney”, „Badsworth” i polski ORP „Kujawiak” (w tym cztery ostatnie – niszczyciele eskortowe), czterech trałowców HMS „Hebe”, „Hythe”, „Rye”, „Speedy” i sześciu kutrów trałowych typu Fairmile B. Dodatkowo dołączono szybki stawiacz min HMS „Welshman”, który na pokładzie transportował dodatkowy ładunek na Maltę (kilkaset ton). Kutry trałowe miały być holowane przez statki w celu oszczędzania paliwa i przez pierwsze dwa dni podejmowano takie próby, lecz okazało się to problematyczne z uwagi na prędkość marszową 13 węzłów, której nie wytrzymywały liny i urządzenia holownicze na kutrach . Spośród okrętów, HMS „Cairo”, „Welshman”, „Partridge” i cztery niszczyciele eskortowe typu Hunt II miały całą artylerię uniwersalną przystosowaną do ognia przeciwlotniczego, lecz z kolei mniej skuteczną przeciw okrętom nawodnym; w pewnym stopniu obronę przeciwlotniczą mogły też wspierać dwa niszczyciele typu M.
Drugim zespołem był zespół dalszej osłony (Force W) wiceadmirała Albana Curteisa w składzie pancernika HMS „Malaya”, lotniskowców: HMS „Argus” i „Eagle”, krążowników lekkich: HMS „Kenya” (okręt flagowy), „Liverpool” i „Charybdis” (przeciwlotniczy) oraz ośmiu niszczycieli, głównie starszych typów: HMS „Onslow”, „Icarus”, „Escapade”, „Antelope”, „Vidette”, „Westcott”, „Wishart”, „Wrestler”. Nadto między Sycylią a Sardynią patrolowały cztery brytyjskie okręty podwodne. Trzecim zespołem był zespół zaopatrzeniowy Force Y, w składzie zbiornikowca floty „Brown Ranger” pod osłoną dwóch korwet, który już 11 czerwca wieczorem wyszedł z Gibraltaru na zachodnie Morze Śródziemne. 
Na obszarze na zachód i południe od Malty operowało w tym czasie 14 włoskich okrętów podwodnych.

## Pierwsze walki z lotnictwem

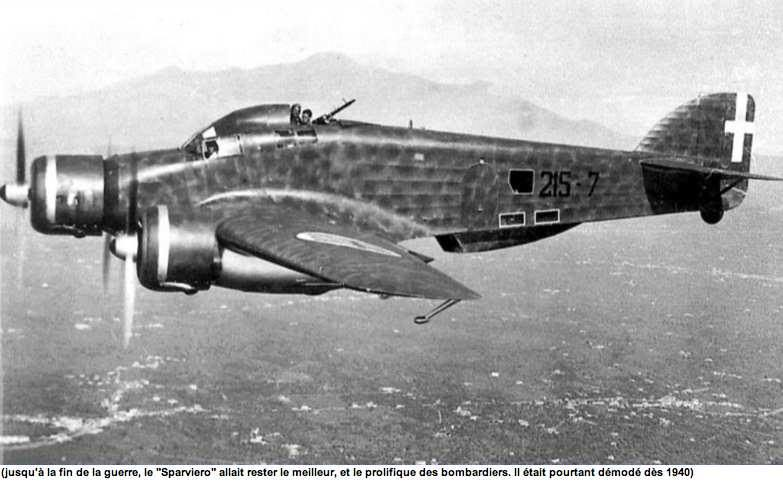
Włoski samolot torpedowy Savoia-Marchetti SM.79 Sparviero

Konwój WS-19 wraz z eskortą i zespołem osłony wyszedł z Gibraltaru rano 12 czerwca. Zespół został wykryty przez włoski samolot rozpoznawczy jeszcze tego dnia na południe od Balearów. Mimo to, 13 czerwca krążownik „Cairo” i niszczyciele bez przeszkód uzupełniły paliwo ze zbiornikowca floty „Brown Ranger”, który pozostał następnie w tym rejonie oczekując na powrót okrętów – co było ryzykowne z uwagi na zagrożenie ze strony okrętów podwodnych i lotnictwa, lecz udało się uniknąć ataków . Tego dnia konwój został ponownie wykryty przez włoski samolot i skierowano przeciw niemu atak lotnictwa, lecz włoskie samoloty torpedowe z Sardynii nie odnalazły go. Włoski 7. Dywizjon krążowników przeszedł natomiast z Cagliari na Sardynii do Palermo. W nocy i rano 14 czerwca ugrupowanie było bezskutecznie atakowane przez włoskie okręty podwodne „Uarsciek”, a następnie „Giada”.
14 czerwca od godziny 10.30 rozpoczęły się ataki lotnictwa włoskiego na konwój, znajdujący się ok. 120 mil morskich na południowy zachód od Sardynii. Wysłano najpierw 50 bombowców i samolotów torpedowych w eskorcie 47 myśliwców. Samoloty torpedowe zatopiły statek „Tanimbar” (8169 BRT) i poważnie uszkodziły torpedą w maszynownię krążownik HMS „Liverpool”. W dalszych nalotach brały udział także włoskie i niemieckie (z pułku StG 3) bombowce nurkujące Junkers Ju 87. Podczas odpierania ataków, myśliwce pokładowe z lotniskowców zestrzeliły 10 samolotów, a artyleria dalsze pięć; Brytyjczycy stracili cztery myśliwce Fulmar i jeden lub trzy Sea Hurricane. Niszczyciel „Antelope” osłaniany przez „Westcott” podjął następnie holowanie uszkodzonego krążownika do Gibraltaru. Tego dnia i kolejnego zespół ten zdołał odeprzeć dalsze kilkakrotne ataki lotnicze, przy czym krążownik został uszkodzony bliskimi wybuchami bomb, a odłamki zabiły na „Westcott” trzech marynarzy. Ostatecznie krążownik z eskortującymi go okrętami oraz przybyłymi dodatkowo z Gibraltaru korwetami, niszczycielem „Panther” i holownikiem, dotarł do Gibraltaru 17 czerwca, po czym został skierowany do Wielkiej Brytanii na roczny remont. 
Wieczorem 14 czerwca – o godz. 20 od konwoju odłączył się stawiacz min HMS „Welshman” i podążył z dużą prędkością na Maltę, gdzie wyładował wieziony ładunek. Tego dnia również od konwoju, wchodzącego w przesmyk pomiędzy Sycylią a wybrzeżem afrykańskim (półwyspem Bon), odłączyły się siły przykrycia (Force W), z uwagi na zbyt duże ryzyko dla dużych okrętów, i konwój dalej płynął sam, pod ochronę lotnictwa z Malty.

## Bitwa pod Pantellerią
W celu przechwycenia konwoju 14 czerwca wieczorem z Palermo wyszedł 7. Dywizjon Krążowników floty włoskiej pod dowództwem wiceadmirała Alberto da Zary w składzie dwóch lekkich krążowników „Raimondo Montecuccoli” i „Eugenio di Savoia” wraz z sześcioma niszczycielami z 10. i 14. Eskadry: „Alfredo Oriani”, „Ascari”, „Vincenzo Gioberti”, „Ugolino Vivaldi”, „Lanzerotto Malocello”, „Nicolò Zeno”. Niszczyciel „Maestrale” musiał zostać w porcie z uwagi na awarię, podobnie  „Vincenzo Gioberti” i „Nicolò Zeno” musiały powrócić z tej przyczyny do bazy. W celu wzmocnienia zespołu, dołączył do niego jednak silnie uzbrojony niszczyciel „Premuda” z Trapani. Według wspomnień adm. da Zary, proponował on także przydzielenie mu ciężkiego krążownika „Bolzano” z La Spezii, lecz dowództwo marynarki nie wyraziło zgody.
15 czerwca rano o 6.20 włoski zespół płynący od północy napotkał konwój, ok. 30 mil morskich na południe od Pantellerii. Okręty eskorty zaczęły stawiać zasłonę dymną, a niszczyciele HMS „Bedouin”, „Ithuriel”, „Marne”, „Matchless” i „Partridge”, dysponujące z wyjątkiem ostatniego najsilniejszą artylerią kalibru 120 mm spośród brytyjskich okrętów, ruszyły w kierunku zespołu włoskiego i podjęły walkę, odciągając uwagę wroga od konwoju, przy którym pozostały niszczyciele eskortowe. Włosi mieli znaczną przewagę w artylerii większych kalibrów, w tym 152 mm i 140 mm, chociaż mniejszą ogólną liczbę dział. Między 7 a 7.15 niewielkie uszkodzenia od jednego pocisku odniósł krążownik „Cairo”, a poważniejsze dwa niszczyciele. Poważnie uszkodzony i unieruchomiony został niszczyciel HMS „Bedouin”, trafiony ok. 12 pociskami krążowników i niszczycieli, a uszkodzony i przejściowo unieruchomiony został też HMS „Partridge”. Włoski zespół jednak odszedł następnie na południe, z wyjątkiem niszczycieli „Vivaldi” i „Malocello”, które jeszcze przed godziną 7 odłączyły od sił głównych z uwagi na niższą prędkość, w celu do zaatakowania konwoju. Równocześnie jednak niemieckie bombowce nurkujące Ju 87 Stuka z pułku StG 3 zatopiły statek „Chant” (5601 BRT) o 7.35 i unieruchomiły tankowiec „Kentucky” (9308 BRT).
Włosi nie chcieli ryzykować ataku krążowników przez zasłonę dymną, lecz dwa niszczyciele „Lanzerotto Malocello” i „Ugolino Vivaldi” próbowały obejść zasłonę. Walkę z nimi podjęły trzy brytyjskie i jeden polski niszczyciel eskortowy, uszkadzając poważnie „Vivaldiego”, który został unieruchomiony i musiał zostać później odholowany. Po godzinie 8.20 główne siły włoskie zawróciły i ponownie zbliżyły się do zespołu alianckiego, tym razem płynąc na północny wschód. Okręty brytyjskie ponownie postawiły zasłonę dymną i doszło do pojedynku artyleryjskiego, w którym drugie trafienie otrzymał krążownik „Cairo”, nabierając wody do kadłuba. W tym czasie na pomoc nadleciały dwa brytyjskie samoloty torpedowe Bristol Beaufort z Malty, a później jeszcze cztery Fairey Albacore. Atak Beaufortów dwoma torpedami na krążownik „Montecuccoli” był nieskuteczny, lecz doprowadził do wycofania się zespołu włoskiego ok. 9.30, mimo posiadanej przewagi. Reszta konwoju podjęła rejs ku Malcie, przy czym niszczyciel „Partridge” podjął próbę holowania „Bedouina” za konwojem, a trałowiec „Hebe” – statku „Kentucky”.
Konwój w tym czasie wszedł w zasięg brytyjskich myśliwców dalekiego zasięgu Beaufighter z Malty, które nadleciały o 9.30, lecz wsparcie lotnicze nie było ciągłe, pojawiały się też problemy z komunikacją między okrętami a lotnictwem z uwagi na niekompatybilne radiostacje . Myśliwce odparły atak o 10.40, lecz kolejny atak bombowców niemieckich Ju 87 z StG.3 i Ju 88 z KG.54 o 11.20, gdy myśliwce brytyjskie zmieniały się i konwój był bez osłony lotniczej, doprowadził do uszkodzenia statku „Burdwan” (6069 BRT). Próbę jego holowania podjął niszczyciel eskortowy HMS „Badsworth”. W celu jednak nieopóźniania ruchu konwoju, dowódca eskorty zdecydował następnie zatopić uszkodzone statki „Burdwan” i „Kentucky”. Zdjęto z nich załogi zdjęto, aczkolwiek statki ostrzelane artylerią i obrzucone bombami głębinowymi przez nieposiadający wyrzutni torped „Badsworth” oraz trałowce, nie zatonęły. Konwój, w składzie już tylko dwóch statków, był wówczas ok. 150 mil od Malty, do której płynął z prędkością ok. 14 w, wchodząc w zasięg jednomiejscowych myśliwców Spitfire z wyspy. Z pomocą Spitfire′ów odparto po 12.10 kolejny nalot włoskich bombowców nurkujących Ju 87.
Za konwojem podążał niszczyciel „Bedouin” holowany przez „Partridge”. Ponieważ próba przywrócenia napędu „Bedouina” nie powiodła się, zespół ten zawrócił jednak na zachód. W tym rejonie przebywały też HMS „Badsworth”, „Hebe” i „Hythe”, zwolnione od holowania statków. Wówczas ponownie o 13.25 nadpłynęły włoskie krążowniki z niszczycielami „Oriani”, „Ascari” i „Premuda” i zatopiły oba uszkodzone statki artylerią i torpedami niszczycieli. Ostrzelany i uszkodzony pociskiem 152 mm został również trałowiec „Hebe”. Ku zespołowi włoskiemu ponownie skierowały się siły eskorty, ze słabszym krążownikiem „Cairo”. Włoski zespół przerwał starcie i odszedł na zachód, napotykając jednak holowanego HMS „Bedouin”. Niszczyciel „Partridge” wówczas porzucił hol i uszedł pod zasłoną dymną przed włoskimi krążownikami, które ścigały go przez pewien czas. „Bedoiun”, ostrzelany przez krążowniki, został w tym czasie zaatakowany przez włoski samolot torpedowy SM-79. Zdołał go zestrzelić, lecz mimo to został trafiony jego torpedą w maszynownię z prawej burty, po czym zatonął. Większość załogi „Bedouina” (213) została później uratowana i wzięta do niewoli przez włoski statek szpitalny „Gradisca”, zginęło 26 lub 28 ludzi. Niszczyciel „Partridge” dotarł po dwóch dniach do Gibraltaru, a „Badsworth” z trałowcami dołączył do konwoju. Po południu, o 17.30 obrona przeciwlotnicza została ponadto wzmocniona przez stawiacz min „Welshman”, który powrócił z Malty. Wieczorem, o 19.10 i 20.40 zespół aliancki był jeszcze dwukrotnie atakowany przez niemieckie lotnictwo, ale bez strat.

## Straty koło Malty
Wieczorem 15 czerwca konwój dotarł w pobliże Malty i skierował się do Valletty. Wody wokół Malty były wcześniej intensywnie minowane przez lotnictwo i kutry torpedowe państw Osi i według planu, wytrałowany wcześniej tor wodny miał być dokładniej oczyszczony z min przez wchodzące w skład zespołu trałowce i kutry trałowe. Krążownik „Cairo” i niszczyciele według pierwotnych planów nie miały wchodzić do portu, lecz znaczne zużycie amunicji spowodowało konieczność jej uzupełnienia na wyspie . Żeby nie opóźniać dalej przybycia konwoju, wystawiając go na ataki lotnicze, zaniechano nocnego trałowania i zdecydowano przepłynąć za kutrami trałowymi niedokładnie przetrałowanym torem wodnym . W efekcie statek „Orari” (10 350 BRT) został uszkodzony na minie niedaleko falochronu – woda zalała jedną ładownię z węglem, lecz mimo to zdołał wejść do portu. Drugi statek „Troilus" dotarł nietknięty. Na minach uszkodzeniu uległy też niszczyciele HMS „Badsworth” (9 ofiar) i „Matchless” oraz trałowiec „Hebe”. O godzinie 0.53 16 czerwca na minę wszedł także polski ORP „Kujawiak”, usiłujący pomóc „Badsworthowi”, po czym zatonął o 1.20 w odległości ok. 4 mil morskich od brzegu, ze stratą 13 ludzi. Na miny weszły też dwie jednostki z Malty osłaniające wejście konwoju – uszkodzony został holownik „Oriana”, a zatonął dryfter „Justified” (93 BRT, 4 ofiary). Uszkodzone okręty dotarły do portu, gdzie skierowano je do prowizorycznego remontu. W porcie podjęto natomiast środki w celu jak najszybszego rozładowania statków, pod przykryciem zasłony dymnej, co przy dużym wysiłku wykonano w pięć dni (3500 ton na dobę), a później odzyskano także ładunek węgla po dokowaniu „Orari”  .
Wieczorem 16 czerwca krążownik „Cairo” wyruszył do Gibraltaru wraz z nieuszkodzonymi niszczycielami „Blankney”, „Ithuriel”, „Marne” i „Middleton” . Okręty dotarły tam 18 czerwca, pomimo ataków lotniczych po drodze, po połączeniu się 17 czerwca z oczekującymi krążownikami „Charybdis” i „Kenya” .

## Podsumowanie
Operacja była porażką Brytyjczyków, gdyż na skutek przeciwdziałania włoskiej floty i lotnictwa Osi, z sześciu statków konwoju na Maltę doszły jedynie dwa, a pozostałe zatopiono. Zatonęły też dwa niszczyciele, w tym jeden polski, a szereg okrętów odniosło uszkodzenia, w tym jeden krążownik poważne. Jedynie dwa statki i stawiacz min „Welshman” dostarczyły na Maltę ładunek – nieco ponad 15 tysięcy ton zaopatrzenia, który jednak pomógł przetrwać wyspie przez dwa miesiące. Wobec porażki operacji Harpoon i prowadzonej równolegle operacji Vigorous, z której żaden statek nie dotarł na Maltę, powstała konieczność przeprowadzenia w sierpniu kolejnej, silniejszej operacji zaopatrzeniowej, Pedestal .
Uszkodzony krążownik „Liverpool” remontowany był w Wielkiej Brytanii, a następnie poddany modernizacji, lecz nie powrócił już do aktywnej służby przed końcem wojny w Europie. Włoski niszczyciel „Ugolino Vivaldi” był remontowany do kwietnia 1943 roku. Okręty i statek uszkodzone na minach naprawiono prowizorycznie na Malcie do sierpnia 1942, tak, że mogły powrócić z wyspy podczas operacji Pedestal  (oba niszczyciele remontowano następnie w Wielkiej Brytanii do listopada 1942).

## Siły
- † – okręty zatopione
- # – okręty uszkodzone, ## – poważnie uszkodzone

### Alianci
- Eskorta konwoju (Force X) – kmdr Cecil Campbell Hardy[1]
  - krążownik przeciwlotniczy HMS „Cairo”(inne języki)# (okręt flagowy)
  - stawiacz min HMS „Welshman”
  - niszczyciele: HMS „Bedouin”†, „Marne”, „Matchless”##, „Ithuriel”, „Partridge”(inne języki)#
  - niszczyciele eskortowe: HMS „Blankney”, „Badsworth”##, „Middleton”, ORP „Kujawiak”† (typu Hunt II)
  - 17 Flotylla Trałowców: HMS „Hebe”##, „Speedy” (typu Halcyon), „Rye”, „Hythe” (typu Bangor)[3]
  - 3 Flotylla Kutrów Trałowych: ML-121, -134, -135, -168, -459 i -462 (kutry typu Fairmile B)[3]
- Konwój:
  - statki transportowe: „Burdwan”† (bryt.), „Chant”† (am.), „Orari”## (bryt.), „Tanimbar”† (hol.), „Troilus” (bryt.)[1]
  - tankowiec: „Kentucky”† (bryt.)
- Zespół przykrycia (Force W) – wiceadm. Alban Curteis[3]
  - pancernik HMS „Malaya”
  - lotniskowce HMS „Eagle”, „Argus”
  - krążowniki lekkie: HMS „Kenya” (okręt flagowy), „Liverpool”##, „Charybdis”(inne języki) (krążownik przeciwlotniczy)
  - niszczyciele: HMS „Onslow”, „Icarus”(inne języki), „Escapade”, „Antelope” „[[Niszczyciele typu V/W|Wishart”, „Westcott”, „Wrestler”(inne języki), „Vidette]]”,
- Zespół zaopatrzeniowy (Force Y)[3]
  - zbiornikowiec floty: „Brown Ranger”
  - korwety: HMS „Coltsfoot”, „Geranium” (typu Flower)

### Włosi
- 7 Dywizjon Krążowników (adm. Alberto da Zara)
  - krążowniki lekkie: „Eugenio di Savoia” (okręt flagowy), „Raimondo Montecuccoli”(inne języki)
  - 10 Eskadra Niszczycieli: „Alfredo Oriani”, „Ascari”, „Maestrale”(inne języki), „Vincenzo Gioberti”
  - 14 Eskadra Niszczycieli: „Ugolino Vivaldi”##, „Lanzerotto Malocello”, „Nicolò Zeno”
  - niszczyciel „Premuda”[17]

Kursywą zaznaczone jednostki, które nie wzięły udziału w walce.